# СЕС Родникове
У лютому 2011 року Activ Solar побудувала першу в України великомасштабну фотоелектричну електростанцію Родникове потужністю 7,5 МВт. Електростанцію побудовано поблизу села Родникового, приблизно за 3 кілометри від Сімферополя, столиці Автономної Республіки Крим. Загальна кількість встановлених сонячних модулів становить близько 33 800 на площі близько 15 гектарів.